# チャイルド・レジスタンス包装

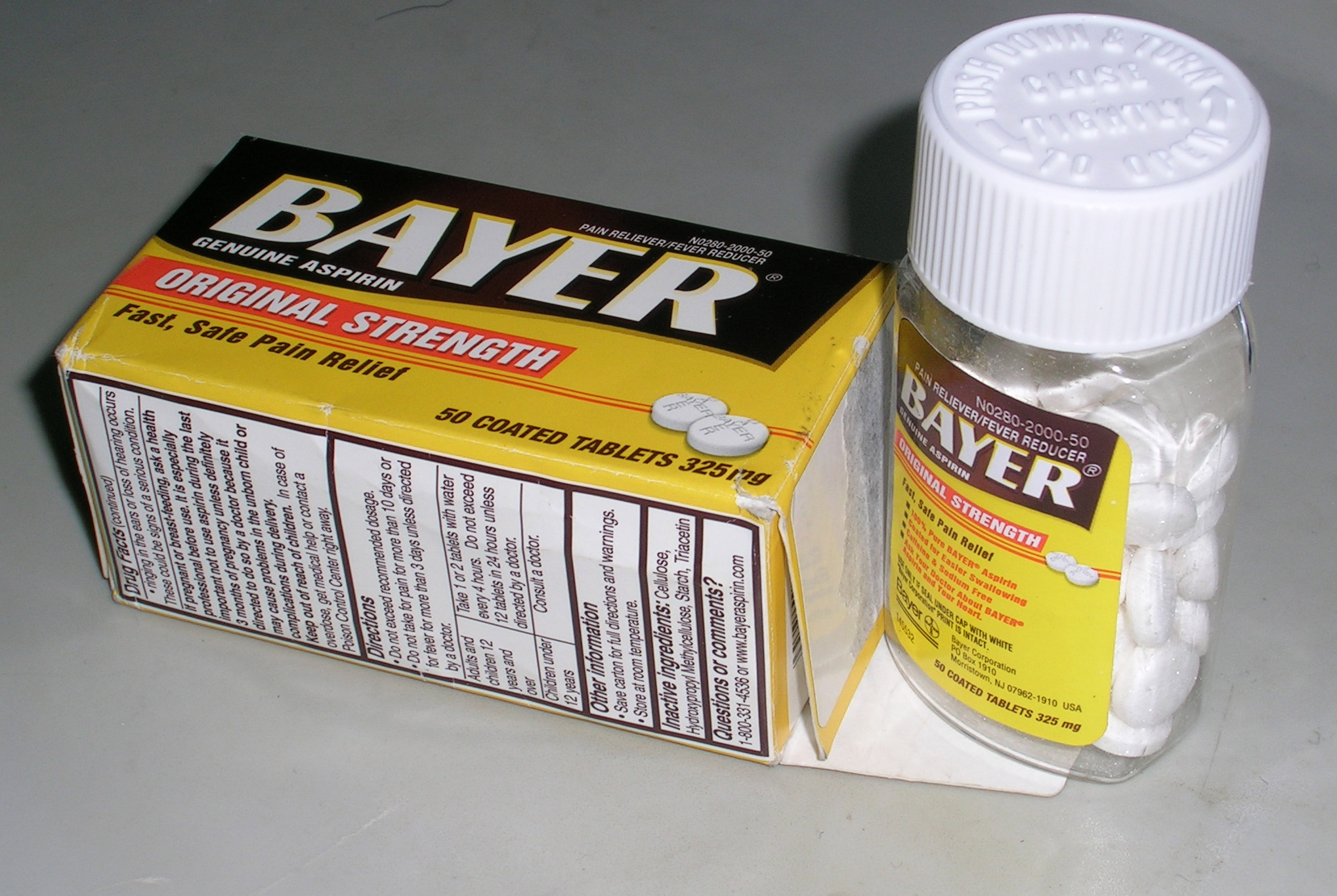
「押し下げて回して開く」という指示が付いたチャイルド・レジスタンスのキャップ付きのアスピリンのボトル

チャイルド・レジスタンス包装（チャイルド・レジスタンスほうそう、英語: Child-resistant packaging、CR包装）は、敢えて子どもには開封が難しくしてある包装で、子どもが危険物を摂取するリスクを減らすために用いられる特別な包装。特別な安全キャップがしばしば用いられる。

## 概要
処方薬、市販薬、ニコチン含有電子タバコ機器、そのカートリッジ（EUTPD（Europe Union Transfer Pricing Documentation；EU 移転価格文書）36.7で規定）、農薬や家庭用化学物質を入れることのできる容器において、規制がある。一部の管轄区域（jurisdiction）では、ブリスターパックなどのユニット包装も子どもの安全のために規制されている。 
米国消費者製品安全委員会は、プレスリリースで「チャイルド・プルーフ（子どもに安全な）包装などありえない。したがって、包装を第一の防衛線と考えるべきではない。むしろ、チャイルド・レジスタンス包装であっても、あなたが最後の防衛線であると考えるべきだ。」と声明を出している。 

## 背景
チャイルド・レジスタンス容器用のロックするフタ（locking closure）は、1967年にヘンリー・ブロー博士によって発明された。 
子どもが家庭用化学物質の包装を開けて内容物を摂取するという事故の歴史により、アメリカ合衆国議会は、ユタ州のフランク・E・モス上院議員によって提案された1970年の毒物防止包装法を可決した。 これにより、 米国消費者製品安全委員会にこの分野を規制する権限が与えられた。 数十年かけて保護対象となる範囲が増加し、 環境保護庁によって規制されている化学物質を含む他の危険物が含まれるようになった。しかし偶発的な子供の中毒は続いた。国際標準を改善するための必要条件とプロトコールの調整がなされた。

## 問題点
チャイルド・レジスタンス包装は、一部の高齢者や障害のある人にとって、問題になる可能性がある 。 このため、規制では、ほとんどの成人が包装を開けることができることを確認するために、デザインを試験する必要がある。また、一部の管轄区域では、同居する子どもがいない場合、薬剤師は非CR包装で薬を提供することを許可している。

## 必要条件
規制は、包装を開封できるかどうかを判断するために、実際の子どもを含んで包装の性能試験（performance test）プロトコルに基づいている。 最近では、高齢者や障害のある人が同じパッケージを開くことができるかどうかを、追加の性能試験も使用して判断している。 
多くの場合、CR包装の要件は、開封のために2つの異なる動作を必要とするフタの構造になっていることが求められる。何百通りもの包装設計が利用可能である。

## 日本の状況
2011年、東京都商品等安全対策協議会は、「子供用水薬を中心とした医薬品容器の安全対策」とした報告書をまとめ、都に提出した。水薬用CR容器の利用促進が必要だとし、誤飲防止への積極的な注意喚起・普及啓発と共に、薬局での導入モデル調査の実施などを提言した。
2015年、消費者庁の消費者安全調査委員会（事故調）は、子供が医薬品を開封しにくい構造の包装容器の導入を検討するよう求める提言をまとめ、厚生労働省に提出した。
2017年、医薬品医療機器レギュラトリーサイエンス財団理事長の土井脩は、「CR容器の導入は医薬品業界にとって大きな負担とはなる」とした上で、「官民で今後真剣に検討する必要がある課題で、厚生労働省としても何らかの対策を講じることが求められている」と記した。
2019年現在、日本では、医薬品CR容器の導入は検討中であるが、経済産業省による使い捨てライターや点火棒の規制は先んじている。

## 基準
- ISO 8317 チャイルド・レジスタンス包装 - 再びフタをすることが可能な包装の要件と試験手順
- ISO 13127 チャイルド・レジスタンス包装の包装 - 再びフタをすることが可能なチャイルド・レジスタンス包装システムの機械的試験方法
- ASTM D3475、チャイルド・レジスタンス包装の標準分類
- ASTM F3159、液体洗濯洗剤個包装の消費者安全仕様